# Sebastiano Satta
Sebastiano Satta, o Bustianu Satta en sard, (Nùgoro, 21 de maig de 1867 - Nùgoro, 29 de novembre de 1914) fou un poeta, advocat i periodista sard. També se'l coneix pel sobrenom de Pipieddu.

## Biografia
Era fill de l'advocat Antonio Satta i de Raimonda Gungui. El seu pare va morir quan ell tenia 5 anys. Es va graduar en dret a Sàsser el 1894 i va exercir d'advocat penalista a Nùgoro.
Satta va escriure també poesia, tant en italià com en sard i va ser un dels animadors de la vida cultural nugoresa de tombants de segle. Estant a Nùgoro, va mantenir una xarxa de relacions amb d'altres intel·lectuals que vivien a la ciutat, com ara Francesco Ciusa, Grazia Deledda, Antonio Ballero. Gràcies a aquest bullir cultural, Nùgoro ha estat coneguda amb el sobrenom d'Atene Sarda (Atenes sarda).
El seu estil poètic és ric en ideals humanitaris i s'inspira en la realitat sarda del seu temps vista des d'uns ulls crítics. El 1893 va publicar Versi ribelli, recull de poesies escrites a Bolonya mentre feia el servei militar molt influenciades per l'obra del poeta toscà Giosuè Carducci. El 1892 conjuntament amb Gastone Chiese va fundar el diari L'Isola, de la que en va ser director. Satta va col·laborar habitualment en diferents diaris i revistes literàries amb els seus versos, com ara La Nuova Sardegna, activitat que va intensificar arran d'una paràlisi que va patir el 1908 (probablement provocada pel botulisme). Aquesta paràlisi li va fer perdre la parla i el va obligar a avandonar la seva feina d'advocat; tanmateix la seva capacitat intel·lectual no es va veure afectada i va dedicar la resta de la seva vida a escriure.
D'ideals socialistes, va ser conseller a l'ajuntament de Nùgoro entre 1902 i 1903.
Malgrat no haver estat un autor gaire conegut a nivell italià a Sardenya i, especialment, a la seva vila natal sempre ha tingut consideració. A Nùgoro hi ha una plaça monumental concebuda l'any 1967 i amb obres de l'escultor Costantino Nivola que porta el nom de Sebastiano Satta.

## Obra

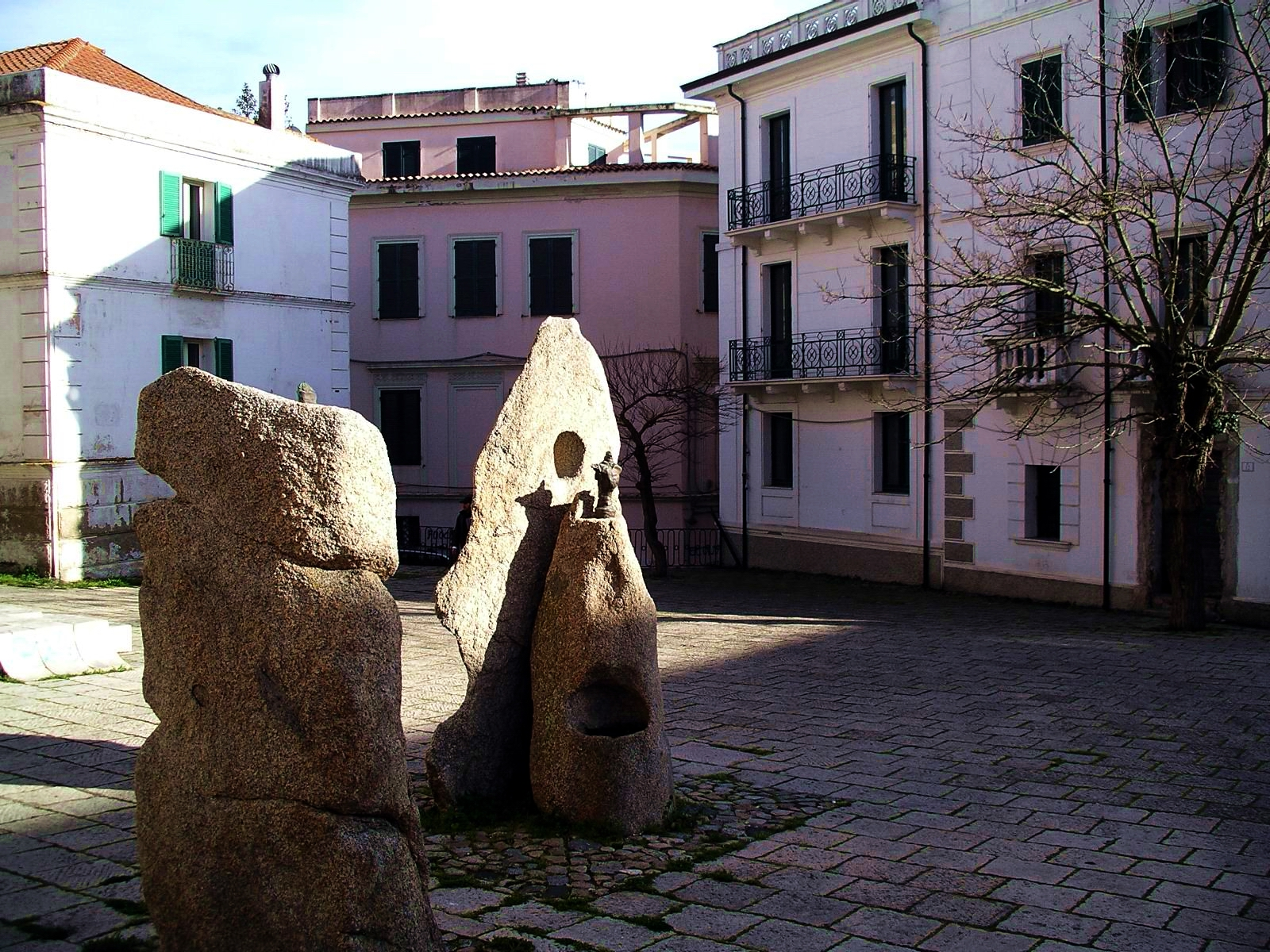
Plaça de Sebastiano Satta de Nùgoro, amb les escultures de Costantino Nivola.

- Plaça de Sebastiano Satta de Nùgoro, amb les escultures de Costantino Nivola.Versi ribelli, Tipografia e Libreria G. Gallizzi, Sàsser, 1893.
- Nella terra dei nuraghes. Versi, Premiato Stab. Tip. G. Dessi, Sàsser, 1893.
- Primo maggio, Tipografia e Libreria G. Gallizzi, Sàsser, 1896
- Ninnananna di Vindice, Casa editrice il Nuraghe, Càller, 1900
- Canti barbaricini, La vita letteraria, Roma, 1910.
- Muttos. Versi, "Nuova antologia di lettere, scienze ed arti", Sèrie 5, v. 152, 1911, pp. 441-448.
- Canti del salto e della tanca, 1924.
- Canti della culla (recull pòstum), Il Nuraghe, Càller, 1924. N'existeix una nova edició: Canti barbaricini e Canti del Salto e della Tanca, Ilisso Ed. Nùgoro, 2003 ISBN 88-87825-54-8